# Doroteia de Montau
Dorotéia de Montau (em alemão:  Dorothea von Montau; em polonês/polaco:  Dorota z Mątowów) (6 de fevereiro de 1347 - 25 de junho de 1394) foi uma eremita e visionária da Alemanha do século XIV. Após séculos de veneração na Europa Central, ela foi canonizada em 1976.

## Vida
Dorotéia nasceu em Groß Montau, Prússia (Mątowy Wielkie) a oeste de Marienburg (Malbork), filha de um rico fazendeiro da Holanda, Willem Swarte (Schwartze). Ela se casou aos 16 ou 17 anos com o espadachim Adalbrecht de Danzig (Gdańsk), um homem mal-humorado na casa dos 40 anos. Quase imediatamente depois de se casar, ela começou a ter visões. Seu marido tinha pouca paciência com suas experiências espirituais e abusava dela. Mais tarde, ela o converteu e ambos fizeram peregrinações a Colônia, Aachen e Einsiedeln. Enquanto Dorotéia, com a permissão do marido, estava em peregrinação a Roma, ele morreu em 1389 ou 1390. De seus nove filhos, oito morreram, quatro na infância e quatro durante a peste de 1383. A filha sobrevivente, Gertrud, juntou-se aos Beneditinos.
No verão de 1391 Dorotéia mudou-se para Marienwerder (Kwidzyn) e, em 2 de maio de 1393, com a permissão do capítulo e da Ordem Teutônica, estabeleceu uma cela de eremita contra a parede da catedral. Ela nunca deixou aquela cela para o resto de sua vida.
Dorothea levou uma vida muito austera. Numerosos visitantes buscaram seu conselho e consolo, e ela teve visões e revelações. Seu confessor, o diácono Johannes de Marienwerder, um teólogo culto, escreveu suas comunicações e compôs uma biografia latina em sete livros, Septililium, além de uma vida alemã em quatro livros, impressos por Jakob Karweyse.
Dorotéia morreu em Marienwerder (chamada de Kwidzyn pelos poloneses) em 1394. Devota da Paixão de Jesus e da Eucaristia, ela é a única santa polonesa a ter estigmas.

## Veneração
Dorothea foi venerada popularmente desde o momento de sua morte como a guardiã do país dos Cavaleiros Teutônicos e padroeira da Prússia / Pomerânia. Em 1405, 257 testemunhas descreveram suas virtudes e milagres. O processo formal de canonização, entretanto, foi interrompido e não foi retomado até 1955; ela foi finalmente beatificada pelo Papa Paulo VI (culto confirmado) em 1976.

O dia da festa de Dorotéia é comemorado em 25 de junho. Suas relíquias foram perdidas, provavelmente durante a Reforma Protestante.